# 佐々木未来
佐々木 未来（ささき みこい、1991年3月30日 - ）は、日本の女性声優。岩手県盛岡市出身。響所属。

## 来歴
2009年から2010年にかけて行われた、『探偵オペラ ミルキィホームズ』の「エリーを探せ! ミルキィホームズ 声優オーディションツアー」で仙台地区代表に選ばれ、全国4,500名を超える応募者の中からエルキュール・バートン役に選ばれた。また、このゲームをきっかけに結成された声優ユニット「ミルキィホームズ」にも途中加入し、メンバーとして音楽活動やバラエティ番組への出演も行っている。また、アニメ『しばいぬ子さん』では、「しばいぬ子さん」や「ぱぷりか feat. しばいぬ子さん」などの名義で、主題歌を歌っている。
2018年、第12回声優アワードにて「どうぶつビスケッツ×PPP」として歌唱賞を受賞。
2020年4月4日、同じ事務所に所属する愛美、伊藤彩沙とともに『声優三姉妹 チームY』として、YouTube上での活動を行うことを発表した。

## 人物
- 「未来」という名前は、父親が名付けた。当初は「美恋」にしようと思っていたが、それだとキラキラっぽくなるという理由から「未来」にしたという[5]。「みこい」は音が良いと思ったことにちなむ[5]。
- 元々歌うことが好きで高校時代は合唱部に所属していたこともあり、歌う仕事をしたいと思っていたところ、そこから声優について知ったという[5]。声優に興味を持った作品として『マクロスF』を挙げている[5]。
- 自動車の運転免許を取得しており[13]、愛美、伊藤などとドライブをする様子が報告されているほか[14]、愛美の冠動画番組である「愛美のPerfect Woman」では、ドライブを題材とした第20回・第21回にゲスト出演し、第21回では運転を担当している[15][16]。
- 愛称の「みころん」は橘田いずみが名付けたものである[5]。
- 日本酒が好物であり、その中でも特に赤武、十四代、獺祭、南部美人純米吟醸を好む[17][18][19]。
- のんびり屋で趣味がダイエットの弟がいる[17][20]。
- 特技はクラシックバレエ。
- 漫画家の「なまむぎ」とは中学時代からの旧友である。

## 出演
太字はメインキャラクター。

### テレビアニメ
2010年
- 探偵オペラ ミルキィホームズ（2010年 - 2018年、エルキュール・バートン） - 4シリーズ + 特別編4作品

2011年
- 森田さんは無口。（しばいぬ子さん） - 2シリーズ
- 灼眼のシャナIII-FINAL-（世話係）

2012年
- しばいぬ子さん（しばいぬ子さん）
- ゆるめいつ 3でぃ（しばいぬ子さん） - 2シリーズ
- ちとせげっちゅ!!（しばいぬ子さん）
- この中に1人、妹がいる!（女子生徒）
- トータル・イクリプス（ナスターシャ・イヴァノワ）
- リコーダーとランドセル シリーズ（2012年 - 2013年、しばいぬ子さん / ばけいぬ子さん） - 3シリーズ
- うーさーのその日暮らし（エルキュール・バートン）

2013年
- あいまいみー（2013年 - 2017年、しばいぬ子さん、鳥痔郎） - 3シリーズ
- D.C.III 〜ダ・カーポIII〜（葛木姫乃）
- スパロウズホテル（しばいぬ子さん）
- カードファイト!! ヴァンガード シリーズ（2013年 - 2018年、エリ・マリ、岡崎クミ、女子B） - 6シリーズ
- アウトブレイク・カンパニー（エル腐女）
- 熱風海陸ブシロード（エリ）

2014年
- 最近、妹のようすがちょっとおかしいんだが。（根子、メイの母）
- フューチャーカード バディファイト（2014年 - 2018年、宇木くぐる、賢者 くぐる、田島シンジ、永遠の御使い エーティル、降魔王剣 レヴァンティン） - 5シリーズ
- お姉ちゃんが来た（しばいぬ子さん）

2015年
- えとたま（ピヨたん）
- プリパラ（2015年 - 2016年、レイカ）

2016年
- 美少女遊戯ユニット クレーンゲールGalaxy（ルミエ）
- SHOW BY ROCK!!#（キャンディラパン）
- ナゾトキネ（柳澤なつこ）

2017年
- けものフレンズ（2017年 - 2019年、ロイヤルペンギン、タスマニアデビル） - 2シリーズ
- BanG Dream!（2017年 - 2019年、鰐部七菜） - 2シリーズ
- AKIBA'S TRIP -THE ANIMATION-（セイクリッド・エンジェル）
- まけるな!!あくのぐんだん!（第3話ナレーション 他）
- ひなろじ〜from Luck & Logic〜（アシュリー・ブラッドベリ）
- 王様ゲーム The Animation（中尾美奈子）

2018年
- ラストピリオド -終わりなき螺旋の物語-（バウム）
- となりの吸血鬼さん（山田さん）

2019年
- フライングベイビーズ（2019年 - 2020年、ふみ）- 3シリーズ
- けだまのゴンじろー（ミーシン先生）

2020年
- 魔入りました!入間くん（ナギ）
- りばあす（クルミ、スタッフ）
- ド級編隊エグゼロス（女将）
- ピーター・グリルと賢者の時間（2020年 - 2022年、ゴブコ・ンギエール） - 2シリーズ
- 安達としまむら（生徒達、TVキャスター、サンチョ）

2021年
- カードファイト!! ヴァンガード overDress（2021年 - 2023年、近導アキコ） - 4シリーズ
- 擾乱 THE PRINCESS OF SNOW AND BLOOD
- D_CIDE TRAUMEREI THE ANIMATION（母親）
- プラチナエンド（女性リポーターA）

2022年
- 終末のハーレム（美鈴）
- てっぺんっ!!!!!!!!!!!!!!!（細野ゆず）
- 組長娘と世話係
- 黒の召喚士（エリィ）
- D4DJ Double Mix（青柳椿〈幼少期〉）
- 咲う アルスノトリア すんっ!（ナチュラリス）

2023年
- 便利屋斎藤さん、異世界に行く（白狼）
- ユーチューニャー（かわいいねおねえさん）
- 聖者無双〜サラリーマン、異世界で生き残るために歩む道〜（クルル）
- てんぷる（天道真昼）
- 冒険者になりたいと都に出て行った娘がSランクになってた（シャルロッテ母）

2024年
- 転生貴族、鑑定スキルで成り上がる（アン） - 2シリーズ
- ワンルーム、日当たり普通、天使つき。（女性警備員）
- じいさんばあさん若返る（斎藤薫）
- エルフさんは痩せられない。（一目）
- 村井の恋（西藤仁美）
- さようなら竜生、こんにちは人生（ディアドラ）
- 最凶の支援職【話術士】である俺は世界最強クランを従える（オフェリア）

2025年
- グリザイア:ファントムトリガー（狗駒悠季）
- 悪役令嬢転生おじさん（マチルド）
- 全修。（信者たち）
- 神椿市建設中。（女子生徒、女性客）
- Turkey!（村人）

### 劇場アニメ
- 劇場版 探偵オペラ ミルキィホームズ〜逆襲のミルキィホームズ〜（2016年、エルキュール・バートン[78]）
- 劇場版 Re:STARS 〜未来へ繋ぐ2つのきらぼし〜（2023年、歌番組の出題者）

### OVA
- 神様はじめました（2013年、タヌ緒） - コミックス16巻オリジナルアニメDVD付初回限定版
- 最近、妹のようすがちょっとおかしいんだが。（2014年、根子） - コミックス第7巻BD付き特装版

### Webアニメ
- 少女☆寸劇 オールスタァライト（2019年、胡蝶静羽[79]）
- えとたま〜猫客万来〜（2021年、ピヨたん[80]）

### ゲーム
2010年
- ai sp@ce（エルキュール・バートン）
- 探偵オペラ ミルキィホームズ（エルキュール・バートン）

2011年
- ヴァイスシュヴァルツ ポータブル（エルキュール・バートン）
- 魔界戦記ディスガイア4（宇宙人、悪魔3、サキュバス、裏面への渡し人）
- 桃色大戦ぱいろん（神矢真水、エリー）

2012年
- アガレスト戦記 Mariage（ドーズ）
- D.C.III 〜ダ・カーポIII〜（葛木姫乃）
- 大疾走! ミルキィホームズ ターボ（エルキュール・バートン）
- 探偵オペラ ミルキィホームズ2（エルキュール・バートン）
- 迷宮塔路レガシスタ（キャラエディット音声、女性2）

2013年
- カードファイト!! ヴァンガード ライド トゥ ビクトリー!!（エリー）
- 神狩デモンズトリガー（園上冬佳）
- D.C.III Plus 〜ダ・カーポIII プラス〜（葛木姫乃）
- 機巧少女は傷つかない Facing "Burnt Red"（アンディーン）
- 魔女と百騎兵（ヒルダ姫、サビーナ）
- マブラヴ オルタネイティヴ トータル・イクリプス（ナスターシャ・イヴァノワ大尉）
- 恋愛リプレイ（紅葉葵）

2014年
- トイズドライブ（エルキュール・バートン、怪盗ストレイカー）
- 82Hブロッサム（柳井早織）

2015年
- メイデンクラフト（ヴィクトーリア＝ルエガー）
- ラングリッサー リインカーネーション -転生-（ミシェル・ギー）

2016年
- カードファイト!! ヴァンガードG ストライド トゥ ビクトリー!!（岡崎クミ）
- 果つることなき未来ヨリ（モーリン・ローレット）
- ゴシックは魔法乙女〜さっさと契約しなさい!〜（鈴蘭、エリー）
- 政剣マニフェスティア（ミレイア・ヨナイ）
- めがみめぐり（アメノウズメ）
- ルフランの地下迷宮と魔女ノ旅団（ユリエッテ）
- ロボットガールズZ ONLINE（女王ヒミカ）

2017年
- 幻想少女（歩練師）
- クラッシュ・オブ・パンツァー（シニ・ヘイト）
- 戦場のツインテール（バッド、ミッキー）
- 秘密の宿屋〜ヒーローと暮らすほのぼのRPG〜（ナツコ）
- ブレイブソード×ブレイズソウル（アストレイム）
- UNDER NIGHT IN-BIRTH（2017年 - 2024年、シルヴァリア、ナレーション） - 3作品
- 月が導く異世界道中（ルヴィエ）

2018年
- 戦国ASURA（つばき）
- トリプルモンスターズ（美景）
- SHOW BY ROCK!!（2018年 - 2019年、タネフルン、キャンディラパン）
- タユタマ2 -you're the only one-（湯ノ花菜乃）
- 共闘ことばRPG コトダマン（ロイヤルペンギン）
- 少女☆歌劇 レヴュースタァライト -Re LIVE-（2018年 - 2024年、胡蝶静羽、エルキュール・バートン）

2019年
- けものフレンズ3（ロイヤルペンギン）
- クイズRPG 魔法使いと黒猫のウィズ（ダリア・ブラウ、ミズチヨ・ジャノメウチ）

2020年
- ロストディケイド（エレーナ）
- エースヴァージン：再出撃（シーフューリー）
- スナイパイ71（エヴァ）
- グリザイア クロノスリベリオン（2020年 - 2023年、狗駒悠季） - 2作品

2021年
- ブラウンダスト（エヴァンジェリア）
- モナーク/Monark（遠野あかね、遠野スミレ）

2023年
- ブラウンダスト2（エクリプス）
- D.C.III P.S. 〜ダ・カーポIII プラスストーリー〜（葛木姫乃）

2024年
- BAR ステラアビス（キルカ）

2025年
- ヘブンバーンズレッド（アンナ）

### ドラマCD
2011年
- 飴色紅茶館歓談2（客D）
- GIRL FRIENDS（熊倉真理子）
- 探偵オペラ ミルキィホームズシリーズ（2011年 - 2012年、エルキュール・バートン） - オフィシャルファンブック同梱ドラマCD、コンプティーク2012年3月号付属ドラマCD、第2幕 バラエティブック」同梱ドラマCD

2012年
- ALCA ドラマCD Lyric. l「ALCA 〜夜明けのクロト〜」（進藤こまき）
- D.C.III 〜ダ・カーポIII〜シリーズ（葛木姫乃） - 初回盤同梱ドラマCD
- D.C.III 〜ダ・カーポIII〜ドラマCDコレクション vol.I - III、vol.V（2012年 - 2013年、葛木姫乃）

2013年
- 神狩デモンズトリガー ドラマCD（園上冬佳）

2015年
- D.C.III 〜ダ・カーポIII〜 side storiesシリーズ（葛木姫乃）

### 吹き替え
- マイリトルポニー〜トモダチは魔法〜（ラリティ[110]、クラウドチェイサー）- 3シリーズ
- ヨウゼン（少年[111]）
- レゴチーマ 〜アニマル戦士たちの伝説〜（リノナ、フリンクス）

### 携帯コンテンツ
- しゃべってキャラ（葛木姫乃）
- アプリ「MAPLUS+声優ナビ」（2018年、ロイヤルペンギン[112]）

### ラジオ
※はインターネット配信。
- ミルキィホームズ 探偵学院放送室（2009年 - 2010年、HiBiKi Radio Station※）
- ミルキィホームズ 探偵学院放送室2（2010年 - 2011年、ラジオ大阪）
- ヴィクトリースパーク カードゲームラジオ! 〜みころんでいきマッシュ!〜（2011年 - 2014年、HiBiKi Radio Station※）
- ミルキィホームズ 探偵学院放送室3（2011年、HiBiKi Radio Station※）
- ミルキィホームズ 探偵学院放送室4（2012年、HiBiKi Radio Station※）
- 風見学園新聞部（2012年 - 2013年、HiBiKi Radio Station※）
- ラジオミルキィホームズ〜姫ちゃん&ゆかいな仲間たち〜（2012年、HiBiKi Radio Station※）
- ミルキィホームズ 探偵学院放送室ターボ（2013年、HiBiKi Radio Station※）
- はる学自動車部（2013年、HiBiKi Radio Station※）
- ラジオD.C.（2013年、HiBiKi Radio Station※）
- ラジオ ふたりはミルキィホームズ（2013年、HiBiKi Radio Station※）
- ミルキィホームズ・アワー（2014年、HiBiKi Radio Station※）
- ラジオD.C.2014（2014年、HiBiKi Radio Station※）
- ミルラジ（2015年、HiBiKi Radio Station※）
- ラジオ ヴァンガードG NEXT（2016年 - 2017年、ラジオ大阪・HiBiKi Radio Station※）[113]
- けものフレンズ presents フレンズ探検隊（2017年 - 2018年、文化放送）[114]
- あにてれ presents フレンズ探検隊2（2018年 - 、文化放送）
- ReバースRADIO〜修行編〜（2019年 - 2020年、HiBiKi Radio Station※）[115]
- ロストディケイドRADIO 〜アウロラ通信〜（2019年 - 、HiBiKi Radio Station※）[116]

### ラジオドラマ
- 私の世界に徳丹城はない（志田 紗夏）[117]

### ラジオCD
- 風見学園新聞部 ラジオCD vol.1 - 3（2012年 - 2013年）
- ミルキィホームズ・アワー&フェザーズタイム vol.1 - 2（2014年）
- 新田恵海のえみゅーじっく♪まじっく☆ つん7（2016年）録りおろし特別盤ゲスト

### テレビ番組
- ミルキィホームズ課外授業（京都放送・テレビ神奈川：2010年4月 - 11月、『超!アニメ天国』内）
- 声優バラエティー SAY!YOU!SAY!ME!（テレビ愛知：2011年）
- ミルキィホームズの特別授業（つくばテレビ：2011年10月 - 2012年12月）
- ブシロードTCG情報局（TOKYO MX、BS11：2012年4月 - 2013年3月）
- アニゲー☆イレブン!（BS11：2016年2月25日）

### デジタルコミック
- どす恋!（2019年、秀条まな[118]）

### オーディオドラマ
- 神童勇者とメイドおねえさん（2020年、アルシェラ[119]）

### パチンコ・スロット機
- パチスロ 探偵歌劇 ミルキィホームズ TD　消えた7と奇跡の歌（エルキュール・バートン[120]）
- スナイパイ71（エヴァ[121]）

### 舞台
- 朗読劇「DSE Reading PARTY!」（2016年4月16日、GEKIBA）
- 舞台「けものフレンズ」（2017年6月14日 - 18日、品川プリンスホテルクラブeX） - ロイヤルペンギン 役[122]
- 舞台「けものフレンズ」2〜ゆきふるよるのけものたち〜（2018年11月8日 - 18日、品川プリンスホテル クラブeX） - ロイヤルペンギン 役（PPPとマーゲイの回のみ）
- DEVIL MAY CRY ー THE LIVE HACKER ー（2019年3月1日 - 10日、Zepp DiverCity TOKYO） - リリ 役[123]
- 舞台『D.C.III〜ダ・カーポIII〜君と旅する時の魔法』（2021年11月17日 - 21日、ニッショーホール） - 葛木姫乃 役[124]
- 少女☆歌劇 レヴュースタァライト -The LIVE エーデル- Delight（2022年2月18日 - 27日、天王洲 銀河劇場） - 胡蝶静羽 役[125]
- 少女☆歌劇 レヴュースタァライト -The STAGE 中等部- Regalia（2022年10月14日 - 24日、飛行船シアター） - 日替わりゲスト[126]
- 新感覚怪談ステージ -浅草怪談屋敷-「友人に誘われて…」（2024年7月26日、浅草花劇場） - 語り部 役[127]
- 少女☆歌劇 レヴュースタァライト -Re LIVE- Reading Theatre 第五弾「あやかし見廻り浪漫譚」（2025年2月22日・23日、飛行船シアター） - 胡蝶静羽 役[128]

### その他コンテンツ
- あにそんボーカル「ホシキラ」「正解はひとつ!じゃない!!」[129]
- 求人情報サイト「an」『バイトKoiロボ♡杏ちゃん』（2013年、PVナレーション）
- むっつり春日（2019年3月8日 - 3月29日、フジテレビオンデマンド）ナレーション
- 岩手県公認VTuber「岩手さちこ」（2020年3月中旬活動開始予定、演者〈キャラクターヴォイス〉[130]）

## ディスコグラフィ

### キャラクターソング
| 発売日   | 商品名                                                                   | 歌 | 楽曲                                                                                             | 備考                                                                     |
| 2012年   | 2012年                                                                   | 2012年 | 2012年                                                                                           | 2012年                                                                   |
| -------- | ------------------------------------------------------------------------ | --- | ------------------------------------------------------------------------------------------------ | ------------------------------------------------------------------------ |
| 5月20日  | しばいぬ子さんのうた                                                     | しばいぬ子さん（佐々木未来） | 「しばいぬ子さんのうた」                                                                         | テレビアニメ『しばいぬ子さん』オープニングテーマ                         |
| 8月26日  | D.C.III 〜ダ・カーポIII〜 キャラクターソングコレクション Vol.1           | 葛木姫乃（佐々木未来） | 「リバーシブル！」                                                                               | ゲーム『D.C.III 〜ダ・カーポIII〜』関連曲                                |
| 11月7日  | ちとせげっちゅ!!                                                         | ぱぷりか feat. しばいぬ子さん（佐々木未来） | 「しばいぬ音頭」                                                                                 | テレビアニメ『しばいぬ子さん』オープニングテーマ                         |
| 12月28日 | D.C.III 〜ダ・カーポIII〜 ドラマCDコレクション vol.IV feat.葛木姫乃      | 葛木姫乃（佐々木未来） | 「リバーシブル！」 「サクラサクミライコイユメ（Himeno in KARAOKE room Beautiful Strings Ver.）」 | ゲーム『D.C.III 〜ダ・カーポIII〜』関連曲                                |
| 2013年   |                                                                          | |                                                                                                  |                                                                          |
| 1月13日  | サクラハッピーイノベーション                                             | 森園立夏（新田恵海）、芳乃シャルル（宮崎羽衣）、葛木姫乃（佐々木未来）、瑠川さら（桜咲千依）、陽ノ下葵（海保えりか） | 「サクラハッピーイノベーション」                                                                 | テレビアニメ『D.C.III 〜ダ・カーポIII〜』オープニングテーマ              |
| 1月13日  | サクラハッピーイノベーション                                             | 森園立夏（新田恵海）、芳乃シャルル（宮崎羽衣）、葛木姫乃（佐々木未来）、瑠川さら（桜咲千依）、陽ノ下葵（海保えりか） | 「サクラサクミライコイユメ（feat.風見学園新聞部）」                                              | テレビアニメ『D.C.III 〜ダ・カーポIII〜』関連曲                          |
| 2014年   |                                                                          | |                                                                                                  |                                                                          |
| 6月25日  | 最近、妹のようすがちょっとおかしいんだが。 BD第4巻特典CD                 | 根子（佐々木未来） | 「予測不能でいかないか？」                                                                       | テレビアニメ『最近、妹のようすがちょっとおかしいんだが。』関連曲         |
| 2015年   |                                                                          | |                                                                                                  |                                                                          |
| 2月17日  | 帰り道のアンサンブル/すぺしゃる☆レシピ                                   | ドーリィドルチ〔キャンディラパン（佐々木未来）〕 | 「帰り道のアンサンブル」 「すぺしゃる☆レシピ」                                                   | ゲーム『SHOW BY ROCK!!』関連曲                                           |
| 4月22日  | blue moment                                                              | ソルラルBOB | 「blue moment」                                                                                  | テレビアニメ『えとたま』エンディングテーマ                               |
| 4月24日  | 探偵歌劇 ミルキィホームズ TD 第2巻特典CD「ミルキィ A GO GO」（エリー盤） | エルキュール・バートン（佐々木未来） | 「ミルキィ A GO GO」                                                                             | テレビアニメ『探偵歌劇 ミルキィホームズ TD』関連曲                       |
| 5月20日  | えとたまキャラクターソングミニアルバム1「激メシ!!わがにゃの晩ごはん」    | にゃ〜たん（村川梨衣）、モ〜たん（松井恵理子）、ピヨたん（佐々木未来） | 「激メシ!!わがにゃの晩ごはん」                                                                   | テレビアニメ『えとたま』関連曲                                           |
| 5月20日  | えとたまキャラクターソングミニアルバム1「激メシ!!わがにゃの晩ごはん」    | ピヨたん（佐々木未来） | 「忘却の旅路」 「blue moment [もーっと！ピヨたんver.]」                                          | テレビアニメ『えとたま』関連曲                                           |
| 2016年   |                                                                          | |                                                                                                  |                                                                          |
| 12月21日 | めがみめぐり                                                             | ツクモ（伊藤彩沙）、アマテラスオオミカミ（尾崎由香）、アメノウズメ（佐々木未来）、ソトオリヒメ（大塚紗英）、ククリヒメ（今村彩夏）、コノハナサクヤヒメ（鈴木愛奈）、トヨタマヒメ（上田麗奈）、イシコリドメ（大亀あすか） 、アメノサグメ（千菅春香） | 「ファイファイ ハイテンション！」                                                                | ゲーム『めがみめぐり』関連曲                                             |
| 11月16日 | 絶対的晴天青空                                                           | ダークチェリー | 「Don't call me a loser」                                                                        | テレビアニメ『美少女遊戯ユニット クレーンゲールギャラクシー』挿入歌      |
| 2017年   |                                                                          | |                                                                                                  |                                                                          |
| 2月8日   | ようこそジャパリパークへ                                                 | どうぶつビスケッツ×PPP | 「ようこそジャパリパークへ」                                                                     | テレビアニメ『けものフレンズ』オープニングテーマ                         |
| 2月8日   | ようこそジャパリパークへ                                                 | PPP | 「大空ドリーマー」                                                                               | テレビアニメ『けものフレンズ』挿入歌                                     |
| 2月8日   | ようこそジャパリパークへ                                                 | PPP | 「ようこそジャパリパークへ」                                                                     | テレビアニメ『けものフレンズ』関連曲                                     |
| 4月19日  | 徒然に…/夢の中まで届くように                                             | アメノウズメ（佐々木未来） | 「徒然に…」                                                                                      | ゲーム『めがみめぐり』関連曲                                             |
| 4月26日  | TVアニメ「BanG Dream!」オリジナル・サウンドトラック                      | Glitter*Green | 「Don’t be afraid!」 「Glee! Glee! Glee!」                                                       | テレビアニメ『BanG Dream!』挿入歌                                        |
| 6月7日   | Japari Café                                                              | どうぶつビスケッツ＋かばん（内田彩）×PPP | 「けものパレード 〜ジャパリパークメモリアル〜」 「ようこそジャパリパークへ」                     | テレビアニメ『けものフレンズ』関連曲                                     |
| 8月25日  | TVアニメ「まけるな!!あくのぐんだん!！」Blu-ray特典CD                     | KAKUWA☆なれ〜しょんず | 「ねばねばぎっぱー」                                                                             | テレビアニメ『まけるな!!あくのぐんだん！』エンディングテーマ             |
| 12月13日 | フレ！フレ！ベストフレンズ                                               | どうぶつビスケッツ×PPP | 「フレ！フレ！ベストフレンズ」                                                                   | ゲーム『けものフレンズぱびりおん』テーマソング                           |
| 12月13日 | フレ！フレ！ベストフレンズ                                               | PPP | 「ファーストペンギン」                                                                           | テレビアニメ『けものフレンズ』関連曲                                     |
| 12月13日 | Japari Café2                                                             | マーゲイ（山下まみ） with PPP | 「THE WANTED CRIMINAL」                                                                          | テレビアニメ『けものフレンズ』関連曲                                     |
| 12月13日 | Japari Café2                                                             | PPP | 「わたしたちのストーリー」                                                                       | テレビアニメ『けものフレンズ』関連曲                                     |
| 12月13日 | Japari Café2                                                             | どうぶつビスケッツ＋かばん（内田彩）×PPP / セリフ - コツメカワウソ（近藤玲奈）、アフリカオオコノハズク（三上枝織）、ワシミミズク（上原あかり）、マーゲイ（山下まみ）、ギンギツネ（相坂優歌）、キタキツネ（三森すずこ）                              | 「ドレミファロンド（フレンズ ver.）」                                                            | テレビアニメ『けものフレンズ』関連曲                                     |
| 2018年   |                                                                          | |                                                                                                  |                                                                          |
| 3月28日  | この世界を愛する全ての者へ                                               | ヴァイオレットチャーム | 「この世界を愛する全ての者へ」 「犯した過ちからのPHASE」 「Last place 〜君との約束〜」           | ゲーム『トリプルモンスターズ』関連曲                                     |
| 4月25日  | ペパプ・イン・ザ・スカイ！                                               | PPP | 「純情フリッパー」                                                                               | ゲーム『けものフレンズ FESTIVAL』テーマソング                            |
| 4月25日  | ペパプ・イン・ザ・スカイ！                                               | PPP | 「大陸メッセンジャー」 「人にやさしく」                                                          | テレビアニメ『けものフレンズ』関連曲                                     |
| 4月25日  | ペパプ・イン・ザ・スカイ！                                               | PPP with マーゲイ（山下まみ） | 「ようこそジャパリパークへ」                                                                     | テレビアニメ『けものフレンズ』関連曲                                     |
| 4月25日  | ペパプ・イン・ザ・スカイ！                                               | ロイヤルペンギン（佐々木未来） | 「夢みるプリンセス」                                                                             | テレビアニメ『けものフレンズ』関連曲                                     |
| 4月25日  | ペパプ・イン・ザ・スカイ！ 初回盤                                        | ロイヤルペンギン（佐々木未来） | 「ようこそジャパリパークへ」                                                                     | テレビアニメ『けものフレンズ』関連曲                                     |
| 5月23日  | カードファイト!! ヴァンガードG NEXT DVD-BOX 上 キャラクターソングCD      | ハイメフラワーズ | 「雨のちBlooming Smile♪」                                                                        | テレビアニメ『カードファイト!! ヴァンガードG NEXT』関連曲                |
| 8月29日  | ENDLESS!!!!                                                              | SHOWBYROCK!! Family | 「Eternal Unity-明日へのメロディ-」                                                              | ゲーム『SHOW BY ROCK!!』関連曲                                           |
| 11月21日 | Don't be afraid!                                                         | Glitter*Green | 「Don't be afraid!（新録）」 「Glee! Glee! Glee!（新録）」                                       | テレビアニメ『BanG Dream!』関連曲                                        |
| 2019年   |                                                                          | |                                                                                                  |                                                                          |
| 1月28日  | ミルキィホームズ×Glitter*Green ファイナルシングル発売記念スペシャルCD    | Glitter*Green | 「雨上がりのミライ」                                                                             | テレビアニメ『BanG Dream!』関連曲                                        |
| 2月13日  | 乗ってけ！ジャパリビート                                                 | どうぶつビスケッツ×PPP | 「乗ってけ！ジャパリビート」                                                                     | テレビアニメ『けものフレンズ2』オープニングテーマ                        |
| 2月13日  | 乗ってけ！ジャパリビート                                                 | PPP | 「アラウンドラウンド」                                                                           | テレビアニメ『けものフレンズ2』挿入歌                                    |
| 5月29日  | ようこそジャパリパークへ 〜こんぷりーとべすと〜                          | うぃあーふれんず！ | 「ようこそジャパリパークへ（ただいま ver.）」                                                    | テレビアニメ『けものフレンズ2』エンディングテーマ                        |
| 6月26日  | ショウタイム フロンティア！                                              | フロンティア芸術学校 | 「ショウタイム フロンティア！」 「ディスカバリー！」                                             | ゲーム『少女☆歌劇 レヴュースタァライト -Re LIVE-』関連曲                 |
| 10月4日  | け・も・の・だ・も・の                                                   | どうぶつビスケッツ×PPP | 「け・も・の・だ・も・の」                                                                       | ゲーム『けものフレンズ3』主題歌                                          |
| 10月4日  | け・も・の・だ・も・の                                                   | どうぶつビスケッツ×PPP | 「わっはっはっえがお」                                                                           | ゲーム『けものフレンズ3』関連曲                                          |
| 10月4日  | け・も・の・だ・も・の                                                   | PPP | 「フルーツ！フルーツ！フルルーツ？」                                                             | ゲーム『けものフレンズ3』関連曲                                          |
| 10月16日 | 少女☆歌劇 レヴュースタァライト レヴューアルバム ラ・レヴュー・エターナル | 天堂真矢（富田麻帆）、大場なな（小泉萌香）、鳳ミチル（尾崎由香）、鶴姫やちよ（工藤晴香）、胡蝶静羽（佐々木未来）、恵比寿つかさ（加藤英美里） | 「裏切りのクレタ」                                                                               | ゲーム『少女☆歌劇 レヴュースタァライト -Re LIVE-』関連曲                 |
| 12月18日 | SHOW BY ROCK!! BEST Vol.3                                                | ドーリィドルチ［キャンディラパン（佐々木未来）］ | 「Cotton Candy Diary」 「告白ING」 「まじかる♡くっきんぐ」                                       | ゲーム『SHOW BY ROCK!!』関連曲                                           |
| 2020年   |                                                                          | |                                                                                                  |                                                                          |
| 7月3日   | Reバース GO!                                                             | twinkle♡way | 「鶏とナスの三ツ星シチュー twinkle♡way ver.」                                                    | テレビアニメ『りばあす』関連曲                                           |
| 12月9日  | MIRACLE DIALIES                                                          | PPP | 「群青の夢と奇跡」                                                                               | ゲーム『けものフレンズ3』関連曲                                          |
| 2021年   |                                                                          | |                                                                                                  |                                                                          |
| 7月15日  | カレイドスコープ・フェアリー                                             | ドーリィドルチ［キャンディラパン（佐々木未来）］ | 「カレイドスコープ・フェアリー」                                                                 | 「サンリオデイリーアップス」イメージソング                               |
| 2022年   |                                                                          | |                                                                                                  |                                                                          |
| 3月25日  | 流星ロマンス                                                             | ドーリィドルチ［キャンディラパン（佐々木未来）］ | 「流星ロマンス」                                                                                 | ゲーム『SHOW BY ROCK!! Fes A Live』関連曲                                |
| 4月20日  | Delight to me！【Delight ver.】                                          | シークフェルト音楽学院、青嵐総合芸術院、西條クロディーヌ（相羽あいな)、夢大路文（倉知玲鳳)、胡蝶静羽（佐々木未来) | 「Everlasting Show to the SHOW！」                                                               | 舞台『少女☆歌劇 レヴュースタァライト -The LIVE エーデル- Delight』関連曲 |
| 8月17日  | てっぺんっ天国 〜TOP OF THE LAUGH!!!〜                                   | てっぺんっオールスターズ | 「てっぺんっ天国 〜TOP OF THE LAUGH!!!〜」                                                       | テレビアニメ『てっぺんっ!!!』オープニングテーマ                          |
| 8月17日  | てっぺんっ天国 〜TOP OF THE LAUGH!!!〜                                   | ヤングワイワイ | 「ハグ・ユア・レッグ」                                                                           | テレビアニメ『てっぺんっ!!!』挿入歌                                      |
| 9月21日  | レヴューアルバム アルカナ・アルカディア                                  | 大月あるる（潘めぐみ）、叶美空（竹達彩奈）、恵比寿つかさ（加藤英美里）、胡蝶静羽（佐々木未来）、野々宮ララフィン（富田美憂） | 「星の少女、月に少女」                                                                           | ゲーム『少女☆歌劇 レヴュースタァライト -Re LIVE-』関連曲                 |
| 2023年   |                                                                          | |                                                                                                  |                                                                          |
| 11月13日 | Secret Mission!                                                          | のぞみ（ブリドカットセーラ恵美）、妹尾まりか（佐々木未来）、品川めぐる（直田姫奈） | 「Secret Mission!」 「ミライメモリーズ！」                                                       | ゲーム『ステーションメモリーズ!』関連曲                                  |
| 11月13日 | Secret Mission!                                                          | 妹尾まりか（佐々木未来） | 「Femme Fatale」                                                                                 | ゲーム『ステーションメモリーズ!』関連曲                                  |

### その他参加作品
| 発売日        | 商品名       | 歌         | 楽曲             | 備考                            |
| ------------- | ------------ | ---------- | ---------------- | ------------------------------- |
| 2017年2月24日 | ぼくらの星座 | 佐々木未来 | 「ぼくらの星座」 | ゲーム『星恋*ティンクル』主題歌 |

## 書籍
- 『佐々木未来と学ぶ! 世界一わかりやすい最強声優トレーニングBOOK』（2020年3月20日、日本文芸社）ISBN 978-4-537-21789-6
- 『みこい道 ～岩手と酒とお笑いと～』※電子書籍（2023年1月13日、ブシロードクリエイティブ）[134]ASIN B0BQBW6YWQ